# No hay quinto malo (álbum de Niche)
No hay quinto malo es el quinto álbum de la orquesta de salsa colombiana Niche, publicado en 1984 mediante el sello discográfico Internacional Records, subdivisión de Codiscos. El álbum contiene la canción "Cali Pachanguero", composición que se convirtió en un éxito en Colombia y en el resto de América Latina, además de ser una de las canciones de salsa más populares de la historia.

## Lista de canciones
Todas las canciones interpretadas por Moncho Santana.

Todas las canciones escritas y compuestas por Jairo Varela. 
| Lado A |                         |          |  |
| N.º    | Título                  | Duración |  |
| 1.     | «La negra no quiere»    | 6:02     |  |
| 2.     | «Rosa»                  | 5:41     |  |
| 3.     | «Pecado capital»        | 5:13     |  |
| 4.     | «El que regala y quita» | 5:18     |  |

| Lado B |                    |          |  |
| N.º    | Título             | Duración |  |
| 1.     | «Cali pachanguero» | 5:11     |  |
| 2.     | «Solo un cariño»   | 6:01     |  |
| 3.     | «El coco»          | 4:19     |  |
| 4.     | «Serenata»         | 5:51     |  |

## Créditos

### Músicos
- Bajo: Francisco García
- Bongó: Julio "Bochica" Obregón
- Cantantes: Alfonso "Moncho" Santana
- Coros: Ostwal Serna, Alfonso "Moncho" Santana, Jairo Varela
- Congas: Jairo Riascos
- Güiro: Jairo Varela
- Piano: Nicolás "Macabí" Cristancho
- Saxo y flauta: Alí "Tarry" Garcés
- Timbales: Alfredo "Pichirilo" Longa
- Tres: Ostwal "El enano" Serna
- Trombón: Fernando Martínez
- Trompeta 1: Fabio Espinosa Jr.
- Trompeta 2 y maracas: Oswaldo Ospino

### Producción
- Arreglos, producción y dirección musical en estudio: Jairo Varela[3]
- Ingeniero de sonido: Darío Valenzuela
- Transcripción: Nicolás "Macabí" Cristancho, Fernando Martínez